# Вилькасуаман

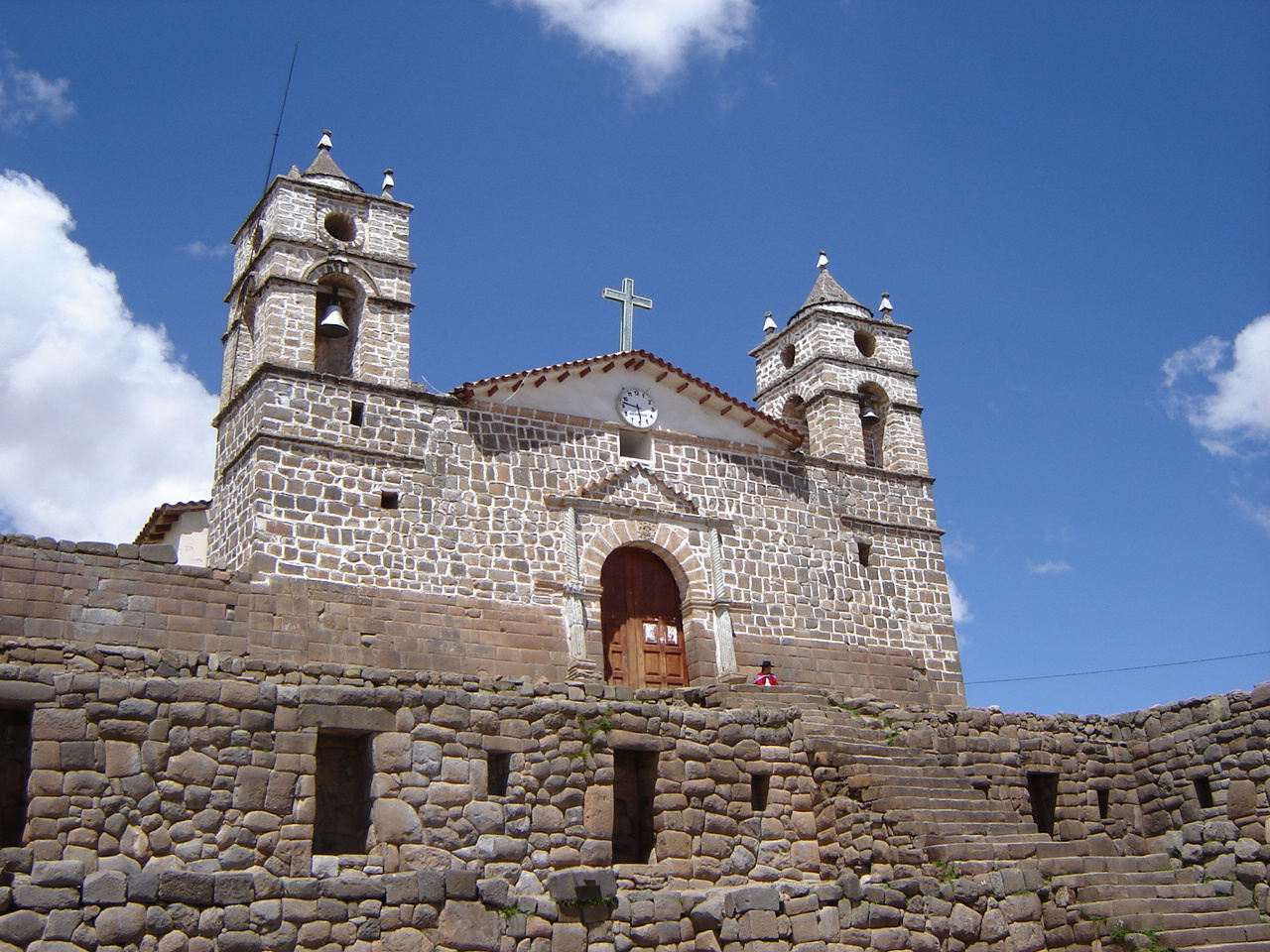
Вилькасуаманский собор и руины инкского храма Солнца и Луны

Вилькасуаман, исп. Vilcas Huamán->Vilcashuamán, от кечуа Willkawaman, «священный сокол» — важный административный и религиозный центр империи инков. Расположен на высоте 3,5 км над уровнем моря, в 115 км от Аякучо
Вилькасуаман был сооружён вскоре после того, как инки покорили царства Чанка и Покра. Согласно хронистам, в Вилькасуамане проживало около 40 тыс. человек. Центром города была большая площадь, на которой происходили церемонии с жертвоприношениями. Вокруг площади находились важные сооружения: Храм Солнца и Ушну, сохранившиеся до настоящего времени. Ушну представлял собой инкскую пирамиду с усечённой вершиной, в которую вёл вход с двойной дверью, характерный для наиболее важных сооружений Инков. На верхней платформе находится большой обработанный камень, который, как считается, в древности был покрыт золотыми пластинами.
Считается, что город по своей планировке имел форму сокола, а Ушну был его «головой».